# 府中市立府中第三小学校
府中市立府中第三小学校(ふちゅうしりつふちゅうだいさんしょうがっこう)は、東京都府中市片町三丁目にある公立の小学校である。

## 沿革
- 1953年 （昭和28年） − 府中町立第三小学校創立。
- 1954年 （昭和29年） − 市制施行により、名称を府中市立府中第三小学校に変更。

## 学区域
以下、府中市ウェブサイトによる。
- 日吉町 　※一部を除く

- 矢崎町
  - 一丁目　※一部を除く
  - 二丁目　※一部を除く
  - 三丁目　※一部を除く

- 本町
  - 一丁目　
  - 二丁目　
  - 三丁目　
  - 四丁目　※一部を除く

- 片町
  - 一丁目　※一部を除く
  - 二丁目　
  - 三丁目

- 宮西町
  - 四丁目　
  - 五丁目　※一部を除く

- 美好町
  - 三丁目　※一部を除く

- 分梅町
  - 一丁目　※一部を除く
  - 二丁目　※一部を除く

## 著名な出身者
- サッシャ - ラジオDJ、ナレーター
- 安めぐみ[2] - 女優、タレント

## アクセス
以下、学校ウェブサイトによる
- 武蔵野線府中本町駅より徒歩約6分
- 南武線・京王電鉄京王線分倍河原駅より徒歩約4分